# Oceanida inglei
Oceanida inglei är en snäckart som beskrevs av Israel Lyons 1978. Oceanida inglei ingår i släktet Oceanida och familjen Eulimidae. Inga underarter finns listade i Catalogue of Life.